# Dolo (Éthiopie)
Pour les articles homonymes, voir Dolo (homonymie).
Dolo est une ville du Sud de l'Éthiopie située dans la zone Liben de la région Somali à la frontière de la Somalie.
Connue sous le nom de Dolo,, Dolo Ado ou Dolo Odo, elle est le chef-lieu du woreda Dolo Odo et compte 26 323 habitants au recensement national de 2007.
C'est la ville jumelle de Dolow (en) en Somalie, la ville somalienne lui ayant probablement donné son nom, en somali : Doolow transcrit en italien : Dolo[réf. souhaitée].
Les deux villes se trouvent de part et d'autre de la rivière Dawa à proximité immédiate du confluent avec la Ganale Dorya qui donne naissance au fleuve Jubba.